# Aeroportul Inukjuak
Aeroportul Inukjuak (IATA: YPH, ICAO: CYPH) este un aeroport din Inukjuak⁠(d), Kativik Regional Government⁠(d), Nord-du-Québec⁠(d), Provincia Québec, Canada.
Situat la o altitudine de 26 m, aeroportul dispune de o singură pistă.